# 볼로디미르 홀루브니치
볼로디미르 스테파노비치 홀루브니치(우크라이나어: Володи́мир Степа́нович Голубни́чий, 러시아어: Влади́мир Степа́нович Голубни́чий 블라디미르 스테파노비치 골루브니치[*], 1936년 6월 2일 ~ 2021년 8월 16일)는 소련을 위하여 나간 우크라이나의 경보 선수였다.  그는 역사상 최고의 경보 선수 중 한명이다.
5개의 올림픽 (1960년, 1964년, 1968년, 1972년, 1976년)에 출전하여 1960년부터 1972년까지 4개의 올림픽 메달을 획득하였고, 1976년 7위를 하였다. 

## 어린 시절
홀루브니치는 자신의 일생을 통하여 살던 우크라이나 소비에트 사회주의 공화국 수미에서 태어나 자라왔다.

## 경력
홀루브니치는 시초적으로 크로스 컨트리 스키에서 자신의 흥미를 추구하였다가 후에 1953년 경보를 시작하였다. 그는 키예프 체육 대학에서 자신의 강사들 중의 하나였던 전 소련의 역도 챔피언 조시마 페트로비치에 의하여 경보 종목을 시작하는 데 확신되었다. 그는 1953년 스키 강사가 되는 의도와 함께 키예프 체육 대학에 가입하였다.
그는 1955년 19세의 나이에 남자 20km 경보에서 세계 기록을 깬 후, 두각을 나타냈다. 하지만 그는 심각한 간의 감염과 진단된 후, 멜버른에서 열린 1956년 하계 올림픽을 위하여 선발되지 않았다. 그는 제2차 세계 대전 동안 자신의 영양 실조에 의한 어린 시절 때문에 간의 간염과 함께 고통을 받은 것으로 믿어졌다. 그는 1년 동안 재활 후에 성공적으로 회복하여 경보로 복귀하였다. 1958년 1시간 27분 04초의 기록과 함께 남자 20km 경보에서 세계 타이틀을 되찾았으며 이 기록은 10년 가까이 깨지지 않은 것으로 남아있었다.
그는 1959년 소련 팀의 일원이 되었다. 그는 올림픽 결승전에 대비하여 열린 선발 시합에서 놀랍게 주어진 자신의 5위에 의하여 말 그대로 모두를 데려간 자신의 올림픽 데뷔에 1960년 하계 올림픽에서 금메달을 획득하였다.
그는 1964년 하계 올림픽에서 자신의 타이틀을 유지하지 못하여 동메달에 그쳐야 했다. 1964년 올림픽이 열린 동안 그는 20km 결승전이 시작된지 곧 후에 두통을 겪었고, 또한 경보 결승전이 열리는 도중에 보고적으로 도로에서 쓰러지기도 했다. 1968년 하계 올림픽에서 그는 8년 만에 다시 올림픽 챔피언이 되어 두번째 올림픽 금메달을 획득하였다. 그는 1972년 하계 올림픽에서 자신의 올림픽 타이틀을 유지하지 못하여 은메달에 그쳤다.
올림픽에서 자신의 뛰어난 상연과 별개로 그는 1974년 유럽 챔피언이자 6회의 국내 챔피언 (1960년, 1964년 ~ 65년, 1968년, 1972년, 1974년)이었다. 그가 자신의 5번째이자 최종의 올림픽이었던 1976년 하계 올림픽에 나갔을 때 그의 전성기는 지났다. ㅡ 그는 1시간 29분 24초와 경보를 완료하여 결승전에서 7위를 하였다. 자신의 은퇴 후, 그는 소련의 붕괴 후에 1990년대 동안 국제 마스터 대회들에 나갔다.
홀로브니치는 노동적기훈장 (1960년), 명예의 휘장 훈장 (1969년)과 "노동 용맹"을 위한 메달 (1972년)이 수여되었다. 2012년 9월 15일 그는 IAAF 명예의 전당으로 헌액되었다.

## 사망
2021년 8월 16일, 자신의 85세 생일을 맞은지 두달 후에 사망하였다.